# Сражение при Вильгельмстале

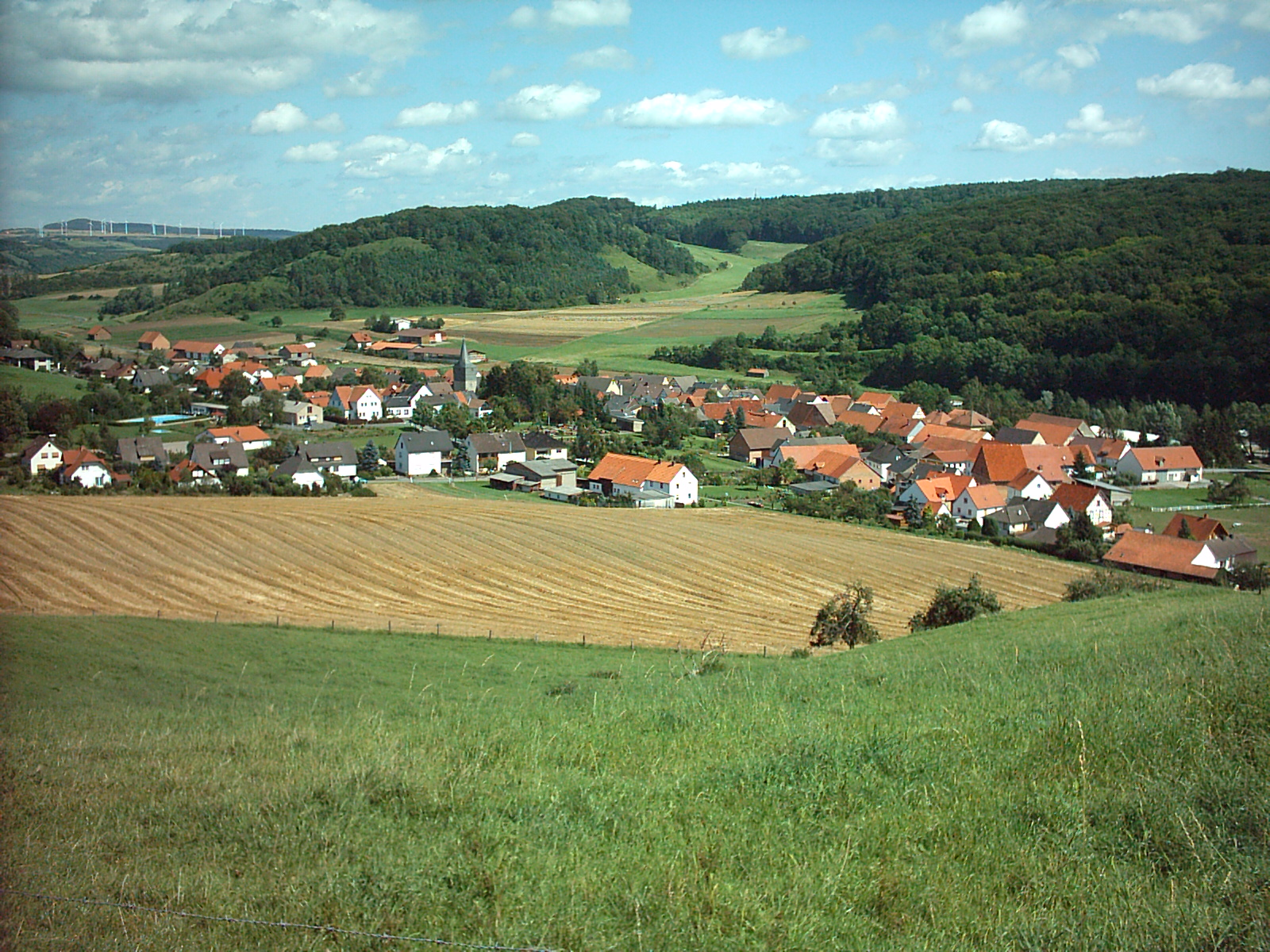
Ландшафт в районе сражения при Вильгельмстале

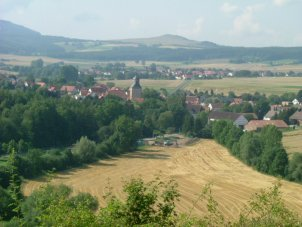
Ландшафт в районе сражения при Вильгельмстале

Сражение при Вильгельмстале — сражение состоявшееся 24 июня 1762 года в ходе Семилетней войны между 57 тысячной Союзной армией (Англия, Пруссия и их союзники) под началом Фердинанда, принца Брауншвейгского и 72 тысячной французской армии, возглавляемой маршалами Субизом и д’Эстре. В ходе сражения Союзная армия нанесла поражение французам. Эта блестящая победа позволила Союзной армии вырвать у французов инициативу в кампании 1762 года, завершающего года Семилетней войны. Сражение получило название по охотничьему замку гессенского ландграфа Вильгельмсталь в окрестностях Кальдена, попавшему в зону боевых действий. В настоящее время в замке располагается музей битвы, а в парке замка находятся братская могила французских солдат, павших в битве, и небольшой памятник, установленный уже в наше время.

## Исходная ситуация

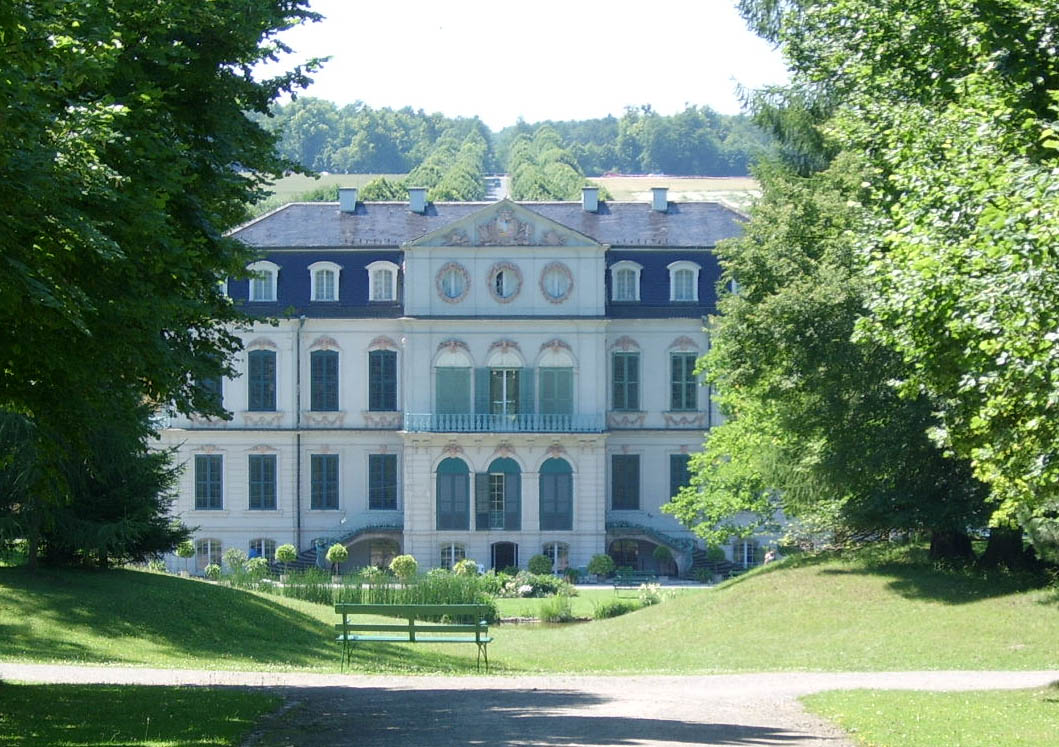
Замок Вильгельмсталь

Заключение мира, а, затем, и союзного договора с Россией спасло Пруссию, находившуюся в начале 1762 года на грани поражения в войне. Обратная ситуация складывалась для армии союзников Пруссии, воевавших с французами и их саксонскими союзниками на северо-западе Германии, в Гессене. Английское правительство неоднократно давало в описываемое время понять, что оно больше не заинтересовано в этой войне, считая основные цели Великобритании в ней уже достигнутыми. Командующему Союзной армией, принцу Брауншвейгскому, приходилось считаться с реальной угрозой, что английские части, входившие в состав армии, будут отозваны Лондоном. Это заставляло его спешить, пока он ещё располагал достаточным войском, чтобы противостоять французам: кампания 1762 года должна была начаться наступлением союзников.

## Накануне сражения
С 18 по 21 июня Союзная армия выдвигается к позиции на левом берегу Димеля. Французы, в ответ, перейдя Везер, идут от Касселя навстречу и 23 июня располагаются лагерем на противоположном берегу Димеля в окрестностях Гребенштайна, Бургуфельна, Маймбрессена и Кальдена.
Французский лагерь упирался флангами в лесные массивы. Между лесами простиралась пересечённая местность, изобилующая невысокими холмами с пологими скатами, пересекавшаяся речкой Эссе, небольшим притоком Димеля. Дороги, как таковые отсутствовали, по местности вели лишь тропы, во время дождей, из-за глинистой почвы, практически непроходимые. Корпус генерал-лейтенанта маркиза де Кастри (8-10 тысяч человек)занимал несколько выдвинутую позицию, располагаясь за селением Карлсдорф. Корпус генерала Стэнвиля, имевшего штаб-квартиру в Гребенштайне, был слегка выдвинут впереди левого фланга.
Лагерь союзников находился на противоположном берегу Димеля, притока Везера, 15-20 шагов шириной, летом почти пересыхающего, во время половодья широко разливающегося и затопляющего окрестности. Берега Димеля высоки и круты и представляют, тем самым, преимущества обороняющимся.
Очевидно, по этой причине, французы, произведя 23 июня рекогносцировку и убедившись, в том, что силы принца Брауншвейгского значительно уступают их собственным, пришли к выводу, что Союзная армия намерена обороняться. Наступление союзников, предпринятое ночью, застало командование французской армии врасплох. Оно было, тем самым, наказано за проявленную беспечность: французы стали лагерем слишком далеко от Димеля, так, что они не только не могли помешать переправе, но и обнаружить её; их лагерь не был в надлежащей степени укреплён, в особенности, на флангах, соприкасавшихся с лесом; они не дали себе труда очистить лес от отрядов лёгких войск противника и оставили в его руках крепостцу Сабабург, угрожавшую их правому флангу. Похоже, французские маршалы слишком положились на своё численное превосходство: мысль о том, что противник, уступающий им по силам, может покинуть хорошо укреплённую позицию и вверить судьбу всей кампании превратностям военной удачи, попросту не пришла им в голову.
Ошибки французов не укрылись от принца Брауншвейгского и были учтены при составлении диспозиции сражения. Согласно диспозиции, нерегулярная кавалерия генерал-лейтенанта Люкнера была направлена в обход правого, а английская конница лорда Грэнби — левого фланга противника. Центр и правый фланг союзников должен был атаковать французские позиции с фронта, левый фланг (генерал-лейтенант фон Шпёркен) — выйти во фланг правому крылу, в то время, как кавалерия, завершив обход, напасть на оба фланга французов с тыла.
Ещё накануне, 21 июня, войска принца захватили в свои руки замок Сабабург, что дало принцу возможность занять лес на правом крыле французов силами егерей Люкнера, также, и в лесу на левом французском фланге находились всё время отряды лёгкой английской пехоты.

## Ход сражения
В час ночи на 24 июня Союзная армия 7-ю колоннами начала переправу через Димель, оставив весь свой багаж и обозы в лагере. Переправа происходила на участке, протяжённостью 3,5 прусских мили (около 30 километров), следовательно, построение армии в боевой порядок в ночных условиях являлось достаточно непростой задачей логистики.
В 4 утра колонны должны были стоять, завершив построение, на указанных им участках, что и удалось сделать без проволочек. Наступление началось. В лагере противника царили тишина и спокойствие, как если бы враг находился от французов на расстоянии в десятки километров.
Генерал Шпёркен, возглавлявший 6-ю и 7-ю колонны, действовавшие против правого фланга противника, первым, идя краем леса, в 7 утра вышел на место, где был обнаружен постами де Кастри и обстрелян. Обстрел побудил его первым начать сражение, не дожидаясь появления кавалерии Люкнера, во взаимодействии с которой он должен был, по диспозиции, атаковать.
Солдаты де Кастри мужественно защищались, лишь удар конницы Люкнера с тыла и одновременное появление 4-й и 5-й атакующих колонн перед фронтом их позиции принудили их в полном порядке отступить к Гребенштайну.
В лагере французов, поднятых на ноги канонадой на правом фланге, в этот момент царила полная неразбериха: французские маршалы не знали, на что им решиться: сражаться или отступить. Наконец, когда колонны союзников возникли перед самим лагерем, а в тылу, на левом фланге французов, у Вильгельмсталя, появилась английская кавалерия, было принято решение об общем отступлении.
Из-за угрозы в тылу это отступление было очень опасно. Поэтому Стэнвиль со своим корпусом (французские гренадеры, швейцарские наёмники), дополнительно усиленным кавалерией, взятой с правого фланга, должен был прикрывать от англичан отход армии. На этом направлении, у Вильгельмсталя, и разгорелись самые жаркие бои. Стэнвилю удалось не только отбить несколько атак английской конницы, но и дважды, контратаками, вынудить её искать поддержки пехоты. Французы захватили 7 пушек, 5 из которых были вскоре отбиты.
Ожесточённый бой продолжался до тех пор, пока подошедшие части основных сил союзников не взяли корпус Стэнвиля в клещи, окружив его со всех сторон. Он был почти полностью уничтожен, французские солдаты полегли или попали в плен, однако, они смогли выполнить возложенную на них задачу, прикрыв отход основных сил французский армии к Касселю.

## Итоги сражения
Потери союзников составили 486 человек убитыми, ранеными и пропавшими без вести, из них, на долю англичан лорда Грэнби пришлось 439 человек.
Заявленные потери французов составили 800—900 человек убитыми и ранеными и 1600 попавшими в плен.
Эти цифры не соответствуют действительности: сохранившийся прусский отчёт говорит о 3546 пленных. Потери французской армии убитыми и ранеными должны были, по прусским оценкам, превысить 1500 человек. Проспект музея в Вильгельмстале утверждает, что в братской могиле на территории парка захоронено 4000 павших в сражении французских солдат.
Основным результатом победы явилось то, что французам была, с самого начала кампании, навязана роль обороняющейся стороны. Начиная с Вильгельмсталя и до окончания войны, инициатива принадлежит безраздельно Союзной армии. В моральном плане славная победа в самом начале кампании способствовала укреплению боевого духа армии.

## Предания
В вышедшей в 1998 году в издательстве Нимайер книге «Саги и предания Северного Гессена» рассказывается, что французы, во время бегства, будто бы зарыли в землю казну армии, опасаясь, что она попадёт в руки врага. Всё, что они могли в суматохе запомнить, это, что с места, где они зарыли клад, можно было разглядеть 7 церковных шпилей. Вернувшись спустя несколько лет, они не смогли найти спрятанных денег, так местность вокруг за эти годы сильно изменилась. До сих пор поколения кладоискателей безуспешно ищут пропавший клад.